# 人鱼帝国
《人鱼帝国》（英語：Empires of the Deep）是中国大陆和美国联合出品的3D魔幻片、奇幻片、探险片，导演厄文·克什纳，主演欧嘉·科瑞兰蔻、史蒂夫·波利茨、施艳飞、让·米歇尔·卡萨诺瓦。该片曾说会在2013年上映，但是没有。人鱼帝国經過8個劇作家、構築40個版本的草稿，並請來參演過殺手47、007大破量子危機等好萊塢大片的烏克蘭超模兼女星欧嘉·柯瑞兰寇演出，但這部片在電影節放映時被評為中國影史上「最貴又最難看」的電影，至今仍沒有片商願意發行。

## 剧情
古希腊时期，男孩阿拉特斯在成长期间被神秘力量煎熬，他必须前往海洋深处的人鱼帝国救出自己的父亲，在这段探险过程中，他战胜了人鱼、海盗和怪兽，最终也战胜了自己。

## 演出
- 欧嘉·柯瑞兰寇
- 史蒂夫·波利茨 出演 阿特拉斯
- 施艳飞 出演 美人鱼
- 司马优 出演 保波什
- 让·米歇尔·卡萨诺瓦 出演 海盗船长
- 威廉·施莱沃 出演 商人
- 于娜[5]

## 攝製過程
该片一共花费了7年时间来制作，投资达到了1.3亿元，背后的最大出資者是中国房地产大亨姜红宇，本人熱愛电影，過去從未有電影製片经验，但他声称自己看过4,000部电影，想制作一部「非常奇幻的爱情悲剧」，影片的剧本也由姜红宇亲自执笔，但其后在10个好莱坞编剧帮助下修改了40多遍。《人魚帝國》早在2006年就宣佈籌拍，直到2010年初才正式開機。《人魚帝國》號稱邀請了《阿凡達》後期特效團隊，拍攝期間拖欠演職員工資、更換導演等問題接連發生。一個法國導演、兩個美國導演先後離開劇組，之後由第四位導演完成拍攝。2012年10月，影片預告片首度曝光，但反應不佳。
该片曾在美国、泰国、南中国海等地取景。2013年4月，该片展现在北京电影节，但正式在院線公映的時間迄今仍遙遙無期。